# Atlas XH-1 Alpha
Die Atlas XH-1 Alpha ist ein Hubschrauber des südafrikanischen Herstellers Atlas Aircraft Corporation of South Africa, der als Konzeptdemonstrator für den späteren Kampfhubschrauber Rooivalk gebaut wurde.

## Geschichte und Konstruktion
Der XH-1 Alpha wurde aus einer Aérospatiale-Alouette-III-Zelle entwickelt, wobei der Antrieb und dynamische Komponenten beibehalten wurden. Anstelle der ursprünglichen Cockpits wurde ein gestuftes Tandemcockpit eingebaut sowie eine 20-mm-Kanone unter dem Bug. Gleichzeitig erfolgte die Versetzung des Bugrads nach hinten, sodass der Hubschrauber nun mit einem Spornradfahrwerk ausgerüstet war. Die XH-1 flog zum ersten Mal am 3. Februar 1985 und bald startete ein straffes Flugtestprogramm, um den Bedarf einer Kampfhubschrauberproduktion im südlichen Afrika zu untersuchen. Die Ergebnisse waren letztlich so gut, dass Atlas von der South African Air Force mit der Entwicklung eines eigenen Kampfhubschraubers, der AH-2 Rooivalk beauftragt wurde. Der Prototyp ist im South African Air Force Museum am Swartkop Airfield, Pretoria ausgestellt.
Die XH-1 und Rooivalk sind gänzlich unterschiedliche Modelle und besitzen keine gemeinsamen Komponenten.

## Technische Daten

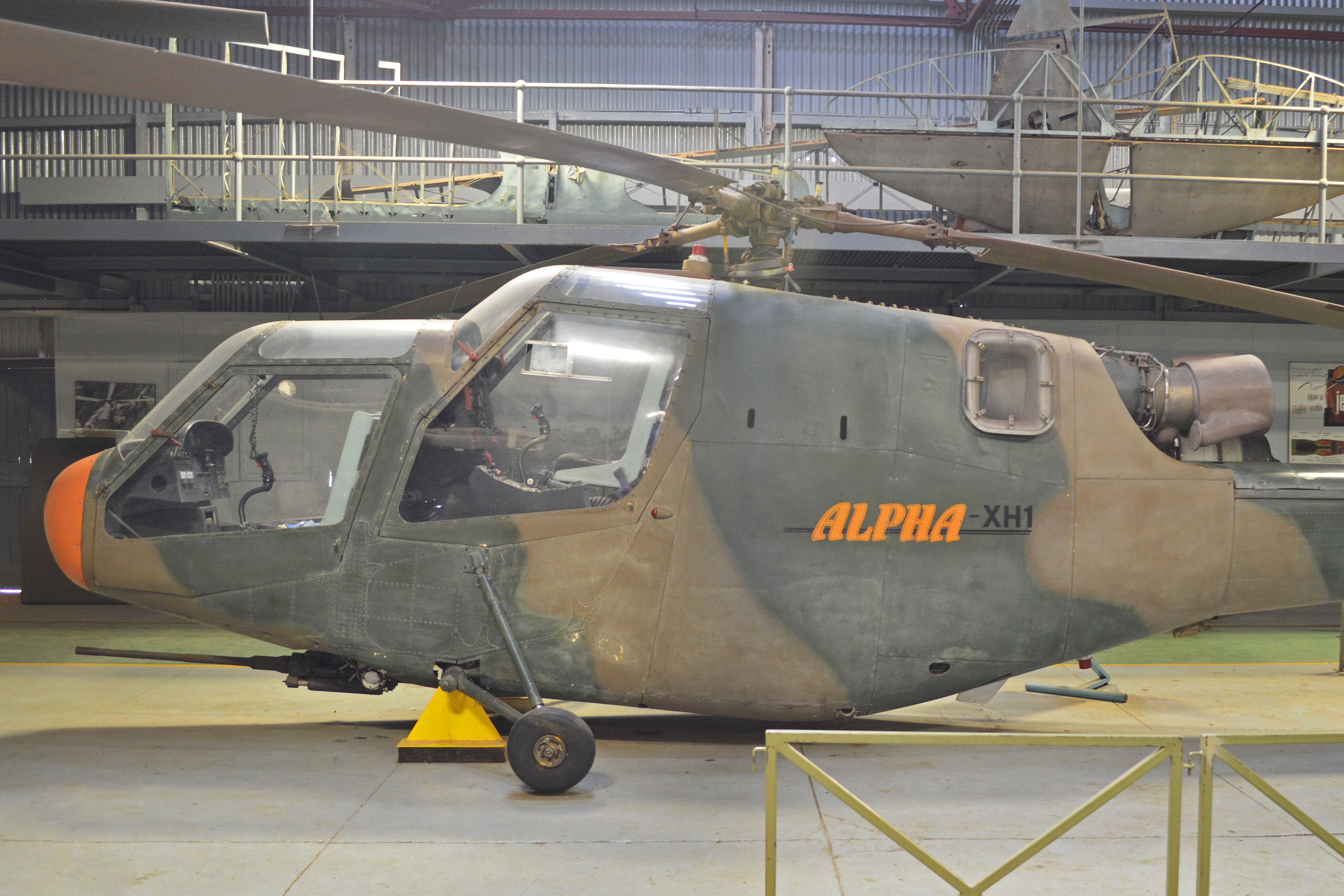
Prototyp im SAAF-Museum

| Kenngröße             | Daten                                                                |
| --------------------- | -------------------------------------------------------------------- |
| Besatzung             | 2                                                                    |
| Länge                 | 10,56 m                                                              |
| Höhe                  | 2,73 m                                                               |
| Rotordurchmesser      | 11,02 m                                                              |
| Rotorfläche           | 95,4 m²                                                              |
| Leermasse             | 1400 kg                                                              |
| max. Startmasse       | 2200 kg                                                              |
| Reisegeschwindigkeit  | 191 km/h                                                             |
| Höchstgeschwindigkeit | 210 km/h                                                             |
| Dienstgipfelhöhe      | 3200 m                                                               |
| Reichweite            | 550 km                                                               |
| Triebwerke            | 1 × Turbomeca Artouste III B, 410 kW (550 PS)                        |
| Bewaffnung            | 1 × Vektor GA-1 Rattler 20-mm-Kanone in drehbarem Turm unter dem Bug |